# Fereydoun Farrokhzad
Fereydoun Farrokhzad (persiska: فریدون فرخزاد), född 7 oktober 1938 i Teheran, död 7 augusti 1992 i Bonn, var en iransk  kulturpersonlighet och politisk aktivist.

## Biografi
Fereydoun var en av de mest populära TV-personligheterna i Iran under 1970-talet före den islamiska revolutionen 1979 och räknas som en kulturell ikon bland iranier. I sina tv-shower introducerade han flera kända iranska populärmusiksångare som Sattar, Ebi, Morteza, Shohreh, Leila Foruhar, med flera. Han flydde till Västtyskland 1979 där han mördades 1992 i staden Bonn. Mordet har förblivit ouppklarat.
Fereydoun var bror till poeten Forough Farrokhzad. Familjen kommer ursprungligen från Tafresh. 